# Safe Condition, Live Play Act
|  | Denne artikel er oprettet af botten PalnaBot ud fra en ekstern database. Den kan derfor have sproglige fejl eller mangler. Denne skabelon kan fjernes efter kontrol af indholdet. |

Safe Condition, Live Play Act er en eksperimentalfilm fra 1995 instrueret af Lars Mathisen efter manuskript af Lars Mathisen.

## Handling
Dokumentation af installation på Konstmuseet, Malmö i Sverige, 1995. 'Safe Condition, Live Play Act' har karakter af en scenografi, hvor der via videoprojektioner og et quadrofonisk lydsystem udspiller sig en scene mellem to bødler og et offer. En tilstand, hvor begreber og handlinger enten kunne opfattes som noget givent eller diffust eller opleves som frygten for et sammenbrud. ' En form for tænkende horror vacui'.